# Calatambo Albarracín
Freddy Albarracín Iribarren (Santa Laura, Pozo Almonte, 21 de septiembre de 1924-Santiago, 5 de septiembre de 2018), más conocido como Calatambo Albarracín, fue un compositor y folclorista chileno identificado con la música del norte de su país.

## Carrera
Nació en 1924, en la oficina salitrera Santa Laura. Comenzó a componer a los 16 años y se mudó a Santiago a principios de la década de 1950. Trabajó para popularizar los ritmos e instrumentos musicales del norte de Chile, incluyendo zampoñas, pusas, sikus, quenas, sikuris y lichiguayas. También tocó y grabó con su grupo, Los Calicheros de Sierra Pampa.
Sus composiciones más conocidas incluyen «Trote Tarapaqueño», «Navidad del desierto», «El huachitorito», «El cachimbo de Tarapacá», «Caliche», «Camanchaca», «Adiós Salitrera Victoria», «Tamarugal», «Cueca San Lorenzo» y «La tirana chica».
En 2012 fue reconocido como «Figura fundamental de la música chilena» por la SCD. En 1998 también recibió el premio anual del Sindicato de Folkloristas y Guitarristas de Chile. Murió en 2018 a los 93 años.